# ویلادوزه
ویلادوزه (به ایتالیایی: Villadose) یک کومونه در ایتالیا است که در استان روویگو واقع شده‌است. ویلادوزه ۳۲٫۵ کیلومتر مربع مساحت و ۵٬۳۰۳ نفر جمعیت دارد و ۵ متر بالاتر از سطح دریا واقع شده‌است.